# Proupiary
Proupiary är en kommun i departementet Haute-Garonne i regionen Occitanien i södra Frankrike. Kommunen ligger i kantonen Saint-Martory som tillhör arrondissementet Saint-Gaudens. År 2022 hade Proupiary 64 invånare.

## Befolkningsutveckling
Antalet invånare i kommunen Proupiary
Referens:INSEE